# Greenland (film)
Greenland är en amerikansk apokalyptisk överlevnadsfilm/katastrofthrillerfilm från 2020 i regi av Ric Roman Waugh, samt skriven av Chris Sparling. Filmens huvudroller spelas av Gerard Butler (även producent), Morena Baccarin, Roger Dale Floyd, Scott Glenn, David Denman och Hope Davis, och följer en familj som måste kämpa för överlevnad, när en planetförstörande komet är på väg mot jorden. En uppföljare, Greenland: Migration, blev färdigfilmad i augusti 2024.

## Handling
Familjen Garrity kämpar för att överleva samtidigt som en dödlig komet är på väg mot jorden. John, hans fru Allison och deras lilla son Nathan gör en riskfylld resa för att ta sig till en säker plats.

## Rollista
| Gerard Butler    | – John Garrity     |
| Morena Baccarin  | – Allison Garrity  |
| David Denman     | – Ralph Vento      |
| Hope Davis       | – Judy Vento       |
| Roger Dale Floyd | – Nathan Garrity   |
| Andrew Bachelor  | – Colin            |
| Merrin Dungey    | – Major Breen      |
| Holt McCallany   | – Twin Otter-pilot |
| Scott Glenn      | – Dale             |

## Produktion

### Utveckling
I maj 2018 anslöt sig Chris Evans till filmens rollista, med Neill Blomkamp som skulle regissera från ett manus skrivet av Chris Sparling. I februari 2019 meddelades det att Ric Roman Waugh skulle ersätta Blomkamp som regissör, samtidigt som Gerard Butler ersatte Chris Evans. Butler även skulle producera filmen i sitt produktionsbolag G-Base. I juni 2019 anslöt sig Morena Baccarin till rollistan. I juli 2019 anslöt sig även Scott Glenn, Andrew Bachelor och Roger Dale Floyd,  följt av David Denman i augusti.

### Filmning
Fotograferingen påbörjades i juni 2019, och avslutades i Atlanta den 16 augusti samma år.

### Musik
David Buckley, som tidigare arbetat med Waugh på Angel Has Fallen, komponerade filmens partitur.